# Paul Junger Witt
Paul Junger Witt (New York, 1941. március 20. – Los Angeles, 2018. április 27.) háromszoros Primetime Emmy-díjas amerikai film- és televíziós producer.

## Fontosabb filmjei
- Brian's Song (1971, tv-film)
- Soap (1977–1981, tv-sorozat, 83 epizód, executive producer)
- Benson (1979–1986, tv-sorozat, 158 epizód, executive producer)
- Öreglányok (The Golden Girls)  (1985–1992, tv-sorozat, 173 epizód)
- A szépség és a szörnyeteg (Beauty and the Beast) (1987–1990, tv-sorozat, 44 epizód, executive producer)
- Holt költők társasága (Dead Poets Society) (1989)
- Dermesztő szenvedélyek (Final Analysis) (1992)
- Segítség, karácsony! (Mixed Nuts) (1994)
- Brotherly Love (1995–1997, tv-sorozat, 40, executive producer)
- Lököttek háza (Radiant City) (1996, tv-film)
- Rokonszenvedelmek (Everything's Relative) (1999, tv-sorozat, egy epizód, executive producer)
- Sivatagi cápák (Three Kings) (1999)
- Álmatlanság (Insomnia) (2002)
- A kertész (A Better Life) (2011)
- A szépség és a szörnyeteg (Beauty and the Beast) (2012–2016, tv-sorozat, 52 epizód, executive producer)